# ژارکو دولینار
ژارکو دولینار (انگلیسی: Žarko Dolinar؛ ۳ ژوئیه ۱۹۲۰ – ۹ مارس ۲۰۰۳) یک بازیکن تنیس روی میز اهل کرواسی بود. 
وی در مسابقات کشوری و بین‌المللی در مجموع برنده ۱ مدال طلا، ۴ مدال نقره، ۳ مدال برنز شده‌است.